# Najwyższy Sąd Ludowy

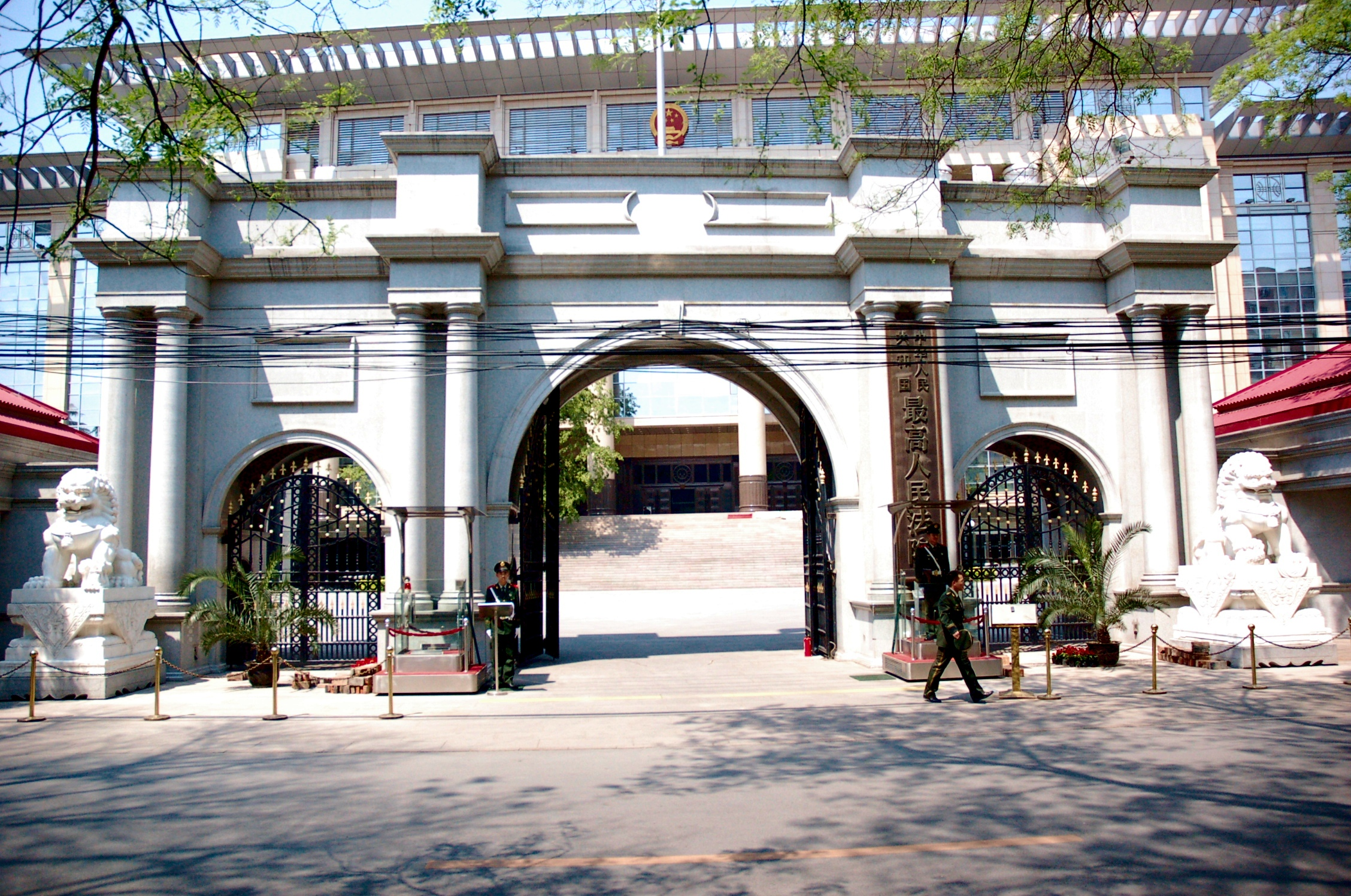
Główna brama prowadząca do Najwyższego Sądu Ludowego

Najwyższy Sąd Ludowy (chiń. 最高人民法院; pinyin Zuìgāo Rénmín Fǎyuàn) – najwyższy organ władzy sądowniczej w Chińskiej Republice Ludowej. Sąd ma siedzibę w Pekinie.
Pomimo iż konstytucja gwarantuje niezawisłość sądownictwa, jednocześnie stanowi że Najwyższy Sąd Ludowy jest odpowiedzialny przed OZPL i jego Stałym Komitetem.
Prezes Najwyższego Sądu Ludowego wybierany jest na 5-letnią kadencję przez OZPL. Pozostali jego członkowie są powoływani na wniosek prezesa przez Stały Komitet OZPL. Prezes może być ponownie wybrany tylko raz i może być odwołany przez OZPL. Pozostali członkowie zasiadają do odwołania lub przejścia w stan spoczynku.
Do kompetencji Najwyższego Sądu Ludowego należą:
- orzekanie w pierwszej instancji (od orzeczeń tych nie ma odwołania)
- rozpatrywanie odwołań od orzeczeń sądów szczebla wysokiego i sądów specjalnych
- rozpatrywanie skarg kasacyjnych
- zatwierdzanie wyroków śmierci
- wykładnia dotycząca stosowania prawa w praktyce orzeczniczej sądów
- sprawowanie ogólnego nadzoru nad orzecznictwem wszystkich sądów

## Przewodniczący Najwyższego Sądu Ludowego
- Shen Junru (1949-1954)
- Dong Biwu (1954-1959)
- Xie Juezai (1959-1965)
- Yang Xiufeng (1965-1975)
- Jiang Hua (1975-1983)
- Zheng Tianxiang (1983-1988)
- Ren Jianxin (1988-1998)
- Xiao Yang (1998-2008)
- Wang Shengjun (2008-2013)
- Zhou Qiang (od 2013)